# Jean Dunn
Jean Dunn (Verenigd Koninkrijk, 1934) is een wielrenner uit Verenigd Koninkrijk.
Dunn won in de periode 1958-1962 op vijf opeenvolgende wereldkampioenschappen baanwielrennen de bronzen medaille op het onderdeel sprint.